# Arcte granulata
Arcte granulata là một loài bướm đêm trong họ Noctuidae.